# تشاك ميتكالف
تشاك ميتكالف (بالإنجليزية: Chuck Metcalf)‏ هو معلم موسيقى وملحن أمريكي، ولد في 8 يناير 1931، وتوفي في 11 يناير 2012.

## وصلات خارجية
- تشاك ميتكالف على موقع ميوزك برينز (الإنجليزية)
- تشاك ميتكالف على موقع ديسكوغز (الإنجليزية)